# Robot Trains
Robot Trains è una serie animata sud coreana e statunitense prodotta da 4th Creative Party (AZworks) e CJ E&M e dalla seconda stagione anche da Mondo TV. La prima stagione viene trasmessa in Corea dal 26 febbraio 2015 su SBS e in Italia dal 4 settembre 2017 in prima visione su DeA Junior, poi in chiaro dal 5 febbraio 2018 su Cartoonito. La seconda stagione inizia negli Stati Uniti d'America dal 16 settembre 2018 per via del cambio di produzione, invece in Italia non viene mandata su DeA Junior ma dal 23 novembre 2018 aldicembre 2019 con i 52 episodi su Cartoonito. La terza stagione ad'ora è ancora inedita in Italia anche essendo conclusa in altri paesi tra cui la lingua originale il 15 ottobre 2021 sulla piattaforma di streaming digitale Netflix.

## Trama
I protagonisti sono alcuni treni tecno-modificati che assumono la forma di robot e ai quali è stata data in dotazione un'armatura, contenuta nei loro vagoni, che dona loro un'abilità speciale. Vivono in un luogo immaginario, pieno di rotaie da cui prendono l'energia vitale e il loro mondo è alimentato da una grande fontana che si trova nella piazza centrale.

## Stagioni
| Stagione | Episodi | Prima TV  | Prima TV Italiana |
| -------- | ------- | --------- | ----------------- |
| 1        | 32      | 2015      | 2017              |
| 2        | 52      | 2018-2019 | 2018-2019         |
| 3        | 52      | 2021      | inedita           |

## Personaggi principali
- Kay, protagonista e leader dei Robot trains, su cui tutti fanno affidamento;
- Alf, fidato amico di Kay, nonché sua spalla destra ed e un buon amico

- Victor, il treno con la personalità più rilevante; ma e un po' borbotta key
- Duke, riservato e scontroso, viene infettato da un virus che lo rende cattivo;
- Selly, instancabile e affabile medico con becky il suo piccolo
- Duck, dalle sembianze di un papero e grande ammiratore di Kay. ma un po' si caccia nei guai